# Kenai (polotok)
Kenai (angleško Kenai Peninsula, denajinsko Yaghenen) je velik polotok, ki štrli iz obale na jugu osrednjega dela ameriške zvezne države Aljaska.
Ime Kenai (izgovarjava v angleščini /ˈkiːnaɪ/) izhaja iz imena domorodnega atabaškega plemena z Aljaske, Kenaitze, katerega pripadniki so naseljevali to območje in sami sebi pravili Kahtnuht'ana Dena'ina, kar pomeni 'ljudje vzdolž reke Kahtnu' v jeziku dena'ina. Reka Kahtnu je danes prav tako znana pod imenom Kenai. Ime polotoka v jeziku dena'ina, Yaghenen, pomeni 'dobra dežela'.
Kenai je eden treh večjih polotokov na pacifiški obali Aljaske, skupaj z Aljaškim in Sewardovim polotokom. Leži na primerljivi zemljepisni širini kot Aljaški polotok, po zemljepisni dolžini pa je vzhodnejše od Aljaškega in Sewardovega polotoka, ki leži več sto kilometrov proti severu.

## Geografija
Polotok Kenai se razprostira jugozahodno od gorovja Chugach in južno od Anchoragea, največjega mesta na Aljaski. V dolžino meri približno 240 kilometrov. Od celine ga na zahodu ločuje Cookov zaliv, na vzhodu pa Zaliv princa Williama. Večji del polotoka Kenai pripada okrožju Kenai Peninsula Borough. Staroselci iz skupin Atabaskan in Alutiiq so živeli na tem polotoku več tisočletij, preden je Gerasim Izmajlov leta 1789 postal prvi Evropejec, ki ga je raziskal in kartiral.
Gorovje Kenai, ki je pokrito z ledeniki, poteka vzdolž jugovzhodne hrbtenice istoimenskega polotoka, ob obali Aljaškega zaliva. Njegovi najvišji vrhovi sežejo približno 2000 metrov nad morsko gladino. Večji del območja gorovja Kenai je znotraj Narodnega parka Kenai Fjords. Severozahodna obala, ki poteka vzdolž Cookovega zaliva, je ravna, močvirnata in posejana s številnimi manjšimi jezeri. V notranjosti polotoka obstajajo nekatera večja jezera, najpomembnejši med njimi pa sta Skilak in Tustumena. Na polotoku teče nekaj rek. Reka Kenai je znana po populaciji lososov, med druge pomembne reke pa štejejo Russian, Kasilof in Anchor. Ob Cookovem zalivu obstaja še manjši zaliv Kachemak, ki seže v obalo polotoka Kenai na njegovem jugozahodnem delu. Velik del zaliva Kachemak pripada Državnemu parku Kachemak Bay.
Na vzhodnem in južnem delu polotoka Kenai obstajajo številni ledeniki. Med najpomembnejše ledenike štejeta Sargent in Harding, iz katerih se porajajo številni manjši ledeniki.

## Naselja
Na polotoku Kenai je nekaj naselij, ki štejejo med največja na jugu osrednjega dela Aljaske. Seward leži na obali Aljaškega zaliva. Soldotna, Kenai, Sterling in Cooper Landing so vzdolž Cookovega zaliva in reke Kenai. Na obali zaliva Kachemak leži Homer. Poleg tega na polotoku obstaja večje število manjših vasi in zaselkov.

## Promet
Naselje Homer je skrajna točka na asfaltiranih avtocestah Severne Amerike, zaradi česar je priljubljena destinacija za popotnike iz celinskega dela Združenih držav Amerike. Seward je skrajna južna točka železnic na Aljaski. V naseljih Kenai in Homer sta letališči z rednimi poleti, medtem ko v naseljih Soldotna in Seward obstajata manjši letališči za letala v zasebni lasti. Avtocesta Seward Highway poveže Seward z Anchorageom, avtocesta Sterling Highway pa je glavna prometnica na polotoku in vsa večja naselja na njem poveže z Anchorageom.

## Podnebje
V obalnih delih polotoka Kenai je podnebje razmeroma blago, zanj pa je značilna velika količina padavin, predvsem dežja. To je tudi eno redkih območij na Aljaski, ki omogočajo kmetijstvo, zlasti pridelavo sena in številnih vrst poljščine.

## Naravni viri in gospodarstvo
Na polotoku Kenai so nahajališča zemeljskega plina, nafte in premoga. Ribolov je razširjen tako za komercialne kot tudi za osebne namene. Turizem je pomembna panoga, skupaj z opremljanjem in vodniškimi storitvami za lovce in ribiče. Zaradi tega je polotok Kenai dobil vzdevek »Aljaško igrišče«. Narodni rezervat za divje živali Kenai zavzema več kot dva milijona akrov površine polotoka.